# Heinrich Friedrich Karl vom Stein
Vous lisez un « article de qualité » labellisé en 2008.
Pour les articles homonymes, voir von Stein.
Heinrich Friedrich Karl Reichsfreiherr vom und zum Stein (né le 25 octobre 1757 à Nassau – mort le 29 juin 1831 à Cappenberg) est un homme d'État et un réformateur prussien. La forme francisée de son nom, baron Charles Henri de Stein, est répandue en France dans les ouvrages historiques.
Après avoir fait ses premières armes dans les mines de la Ruhr et dans l'administration des provinces prussiennes de l'ouest, Stein devient ministre de l'Économie et des Finances à Berlin. Avec le comte von Hardenberg, il est le principal acteur des réformes prussiennes mises en place après le Traité de Tilsit de 1807. Après la défaite prussienne de 1806, Stein puis Hardenberg après lui vont réformer en profondeur le pays. Stein met en place deux réformes qui serviront de base aux suivantes : l'Édit d'octobre 1807 qui libère les paysans, permet à chacun de choisir sa profession et libéralise les terres, et la Städteordnung de 1808 qui introduit le principe d'auto-administration dans les villes. Stein cherche à impliquer les citoyens dans les affaires de l'État et remédier à ce que Joseph Rovan appelle « un divorce néfaste entre l'État et la société ».
Forcé à la démission à cause de ses positions anti-napoléoniennes, il part en exil en 1808 pour devenir conseiller de l'empereur de Russie Alexandre Ier en 1812. Pendant les guerres napoléoniennes, Stein dirige le Département central d’Administration temporaire.
Ses opinions sur la nouvelle organisation des États allemands lors du congrès de Vienne restent sans effet. Stein ne joue d'ailleurs par la suite plus aucun rôle politique important mais continue à observer la vie politique tout en essayant d'en influencer les acteurs en prenant contact avec eux ou en rédigeant des mémoires. En tant que cofondateur des Monumenta Germaniae Historica, Stein joue un rôle durable dans le développement de l'histoire médiévale en Allemagne. À la fin de sa vie, Stein représente en tant que Landtagsmarschall les privilèges de la noblesse.

## Famille et jeunesse

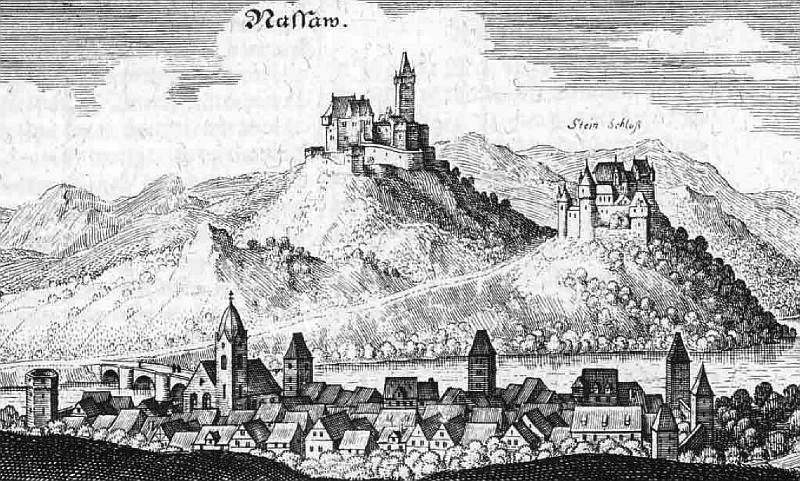
La ville de Nassau avec le château de Nassau et le château de la famille vom Stein en 1655.

Karl-Friedrich vom Stein est né le 25 octobre 1757 à Nassau. Il est le fils de Karl Philipp Reichsfreiherr vom und zum Stein (de), conseiller intime à la cour du prince-électeur de Mayence, et d'Henriette Karoline Langwerth von Simmern (de), veuve du chevalier Löw von und zu Steinfurth. Cadet d'une fratrie de neuf enfants dont seuls six atteignent l'âge adulte, Karl-Friedrich grandit dans le château familial, sur les hauteurs de Nassau. Deux de ses frères, Johann Friedrich (de) et Friedrich Ludwig font carrière dans l'armée, devenant l'un, colonel prussien, l'autre lieutenant-colonel impérial de l'Armée autrichienne. Une de ses sœurs, Marianne vom Stein, entre en religion pour devenir chanoinesse dans l'institution religieuse de Wallenstein à Homberg (Efze), une institution pour femmes des deux confessions luthérienne et réformée. Marianne vom Stein participe au soulèvement contre Jérôme Bonaparte en 1809 et doit se disculper en personne devant les autorités françaises à Paris. Le cadet Louis-Godefroy, souvent passé sous silence, et pour cause, était engagé dans l'armée française…
Depuis le XVIIe siècle, la famille est immédiate, c'est-à-dire qu'elle relève directement de l'Empereur, sans dépendre d'un autre seigneur. En tant que chevaliers d'Empire (Reichsritter), la famille est protégée par l'Empereur qu'elle soutient et peut se tourner directement vers les tribunaux d'Empire en cas de litiges. Elle dispose en outre d'un droit de haute juridiction et exerce ses droits seigneuriaux sur quelques villages comme Frücht ou Schweighausen. La famille de Stein possède plusieurs propriétés le long du Rhin dont l'ensemble couvre une superficie totale d'environ 760 hectares. Le revenu de ses possessions ne permet pas à la famille de vivre selon son rang. C'est pourquoi les chefs de la maison Stein entrent au service de princes et de seigneurs plus importants comme l'archevêque de Mayence au service duquel le baron Karl Philipp vom Stein exerce la fonction de chambellan et de conseiller secret, et cela malgré le fait qu'il soit de confession protestante.
Du fait de l'absence prolongée de son père, Stein est élevé par sa mère, une femme cultivée qui est en contact avec Johann Kaspar Lavater, un théologien suisse. Pour sa mère, l'éducation religieuse et morale est très importante. Pour préserver l'héritage familial, le baron Karl Philipp fait un testament en fidéicommis. Il veut transmettre son patrimoine à un bénéficiaire pour qu'il le retransmette à sa famille par la suite. L'aîné des fils s'y oppose et le jeune baron de Stein devient le seul héritier. Depuis la mort de sa mère en 1783, il a d'ailleurs la charge de l'administration des biens familiaux, son père s'en étant retiré pour raison de santé. À cause de sa carrière de fonctionnaire en Prusse, Stein délègue sa charge à sa sœur Marianne. Après l'invasion napoléonienne, Stein vend ses biens situés sur la rive gauche du Rhin et acquiert en 1802 la seigneurie de Birnbaum dans la future province prussienne de Posnanie.

## Formation et premières charges
En 1773, à l'âge de seize ans, Stein commence des études de droit, d'histoire et d'économie caméraliste à l'université de Göttingen qui jouit alors d'une grande réputation. August Ludwig Schlözer, historien et philosophe, exerce une influence sur lui. Parallèlement, Stein étudie auprès de Johann Stephan Pütter, l'un des meilleurs connaisseurs de la constitution et de la structure du Saint-Empire romain germanique. Il quitte l'université en 1777.
Ses études s'étant spécialisées sur le service de l'Empire, Stein accomplit alors un stage de quelques mois à la Reichskammergericht (Tribunal d'Empire, ou Haute Cour Impériale) de Wetzlar. Il entre également dans la loge maçonnique Joseph zum Reichsadler. Lors de différents voyages en 1778, il découvre Ratisbonne, le siège de la Diète d'Empire, mais également différentes cours, différents gouvernements et différents territoires de l'Empire comme l'électorat de Mayence, Mannheim, Darmstadt, Munich ou Vienne, lieu de résidence de l'empereur. Stein voyage également en Styrie et en Hongrie où il s'intéresse aux mines.

### Entrée au service de la Prusse

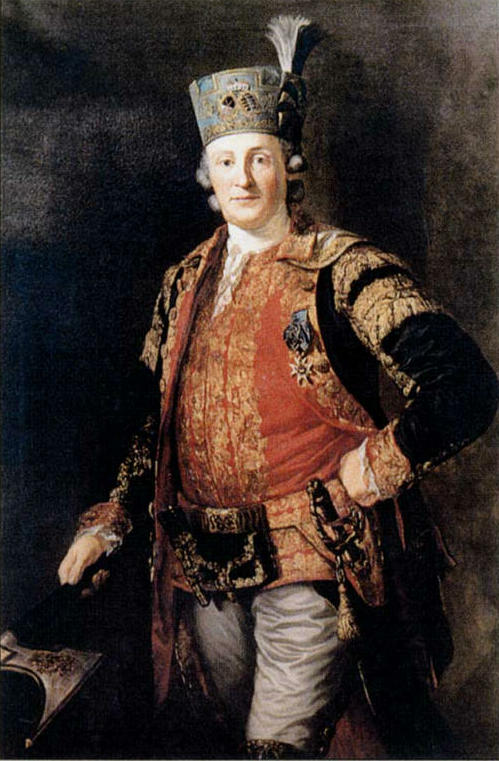
Le ministre d’État et de la Guerre de Prusse, Friedrich Anton von Heynitz, tableau d'Anton Graff.

Grâce à sa mère, Stein entre au service du royaume de Prusse en 1780, dont le souverain est alors Frédéric II qui fait du royaume l'un des plus puissants d'Europe. Stein admire la libéralité de l'État prussien qui offre à chacun une possibilité de promotion. Il entre alors comme stagiaire à Berlin au Bergwerks- und Hüttendepartment (Département des hauts-fourneaux et des mines) du Generaldirektorium, l'administration centrale chargée des finances et de l'Intérieur. Le ministre Friedrich Anton von Heynitz le prend sous son aile. Stein passe alors une formation spécialisée en partie à l'École des mines de Freiberg qu'il complète par la suite avec des voyages en service commandé avec von Heynitz.
C'est en 1784 que Stein obtient des responsabilités dans l'exploitation des mines dans les territoires prussiens situés en Westphalie. En tant que directeur des mines de charbon de Wetter et d'Ibbenbüren, il est responsable de la construction des chemins, du canal de la Ruhr et de l'organisation de l'exploitation minière contrôlée par l'État. C'est d'ailleurs à cette occasion qu'il intensifie le contrôle de l'État sur les mines. Stein améliore les liaisons entre les mines de charbon de la Ruhr et les régions industrielles dans le Sauerland, le Siegerland et le Pays de Berg.
À plusieurs reprises, on lui propose des postes diplomatiques qu'il refuse, hormis un voyage diplomatique en 1785 à Mayence ayant pour but d'amener le prince électeur à adhérer au Fürstenbund. En 1786, Stein entreprend un voyage en Angleterre pour y étudier l'exploitation minière, la construction de canaux et plus généralement les débuts de la révolution industrielle. Il recueille ainsi des connaissances qu'il peut en partie mettre en œuvre dans les mines de la Ruhr. Il parvient également à conclure un contrat de livraison pour une machine à vapeur de la compagnie Boulton & Watt. Il en profite pour essayer d'en savoir plus sur la construction de ces machines, s'attirant les foudres de Boulton : « Même un homme du rang et de la grandeur éthique de vom Stein usait de méthodes douteuses lors de ses voyages en Angleterre pour obtenir des informations industrielles ».

### Administration des provinces occidentales

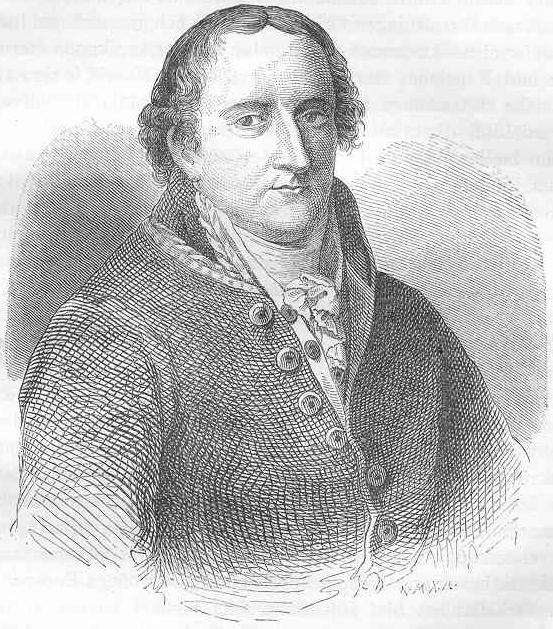
Le baron de Stein.

En 1787, Stein devient le directeur de l'administration du comté de La Marck, les Kriegs- und Domänenkammern qui siègent à Hamm. Il a pour mission de rendre la Ruhr navigable et il est l'un des premiers à faire construire une chaussée terrassée en renonçant à appliquer la corvée habituelle. Stein fait également réduire les impôts et libéraliser les conventions de travail et de circulation. En 1792, Stein devient commissaire au Landtag, c'est-à-dire fonctionnaire d'État chargé de la surveillance pour les États provinciaux du comté de Mark.
Il faut ajouter que depuis 1793, Stein est président de la Chambre du duché de Clèves située à Clèves. Il réside alors à la Schwanenburg, le château du duc. Le 8 juin de la même année, Stein épouse la comtesse Wilhelmine von Wallmoden, sa cadette de quatorze ans. Elle est la fille de Johann Ludwig von Wallmoden-Gimborn, un général hanovrien fruit d'une aventure amoureuse du roi d'Angleterre Georges II. Stein aura trois filles dont deux atteindront l'âge adulte : Henriette née en 1796 et Thérèse en 1803. Pendant toute sa vie, sa correspondance avec sa femme et ses filles se fera, comme il était souvent d'usage alors dans la noblesse, en langue française.
En tant que fonctionnaire directeur, Stein met en place une large réforme fiscale qui a pour but de réduire les impôts que les habitants doivent verser. Les troubles au sein du comté nés de la hausse des prix liés à la guerre préoccupent Stein. Contre la volonté des militaires, il décide d'ouvrir les greniers de l'armée pour vendre des céréales à la population à un prix avantageux. Stein s'emploie également à préserver le peu de la constitution corporative et d'auto-administration communale qui subsiste. Pendant les guerres de la Première Coalition, Stein fait partie du quartier-général du roi en étant responsable du ravitaillement de l'armée. À cette occasion, il est témoin du siège et de la chute de Mayence, la capitale de la République de Mayence. Il participe également à l'arrestation du révolutionnaire Friedrich Georg Pape.
En 1796, Stein devient président de la Haute Chambre (Oberkammer) de tous les territoires prussiens occidentaux qui siège à Minden. Sur l'ordre de Berlin, il contribue à relancer l'économie en faisant tomber certains obstacles à l'économie comme les douanes. Stein fait construire une route entre Bielefeld et Osnabrück et améliore la navigation fluviale sur la Weser. Pour le compte de la principauté de Minden et du comté de Ravensberg, Stein va même jusqu'à mettre en œuvre des réformes administratives et agraires en réduisant la corvée du Hand- und Spanndienst qui consiste pour le serf à travailler pour son seigneur et à mettre à sa disposition de la vaisselle ou des animaux de trait.

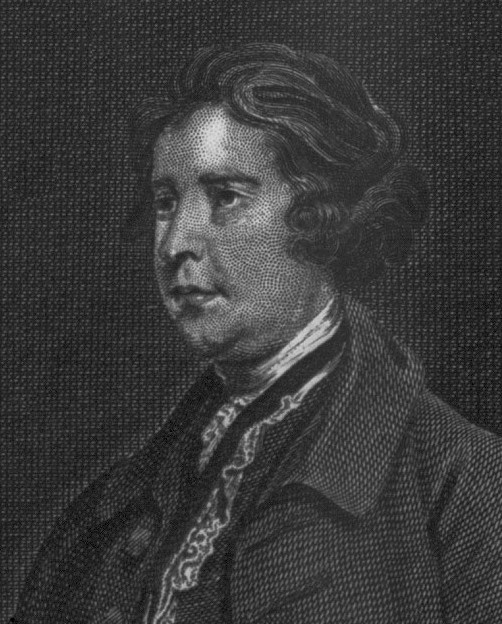
Les écrits d'Edmund Burke ont considérablement influencé Stein.

À cette époque, Stein est partisan du système de constitution anglais, même s'il accorde une certaine sympathie aux débuts de la Révolution française. Ces deux influences le conduisent à rester critique envers l'absolutisme prussien reposant sur la bureaucratie. L'image que se fait Stein de la Révolution française change très vite, notamment après être entré en contact avec des aristocrates émigrés à Hamm. Parmi ses émigrés se trouvent le comte de Provence, le futur Louis XVIII, tout comme Charles d'Anjou, futur Charles X. Edmund Burke et ses Reflections on the Revolution in France l'influencent alors considérablement.
Stein défend les intérêts prussiens et allemands en général mais il approuve tout de même les changements territoriaux dictés par Napoléon à l'Ouest de l'Empire et en particulier la sécularisation des territoires ecclésiastiques au profit des princes, sécularisation qui rationalise la carte de l'Empire. Missionné par l'administration centrale prussienne, Stein amène ces changements en Westphalie, bien avant le Recès d’Empire de 1803 qui conduira à la sécularisation et la médiatisation de certains territoires afin de dédommager certains princes allemands pour les terres sur la rive gauche du Rhin perdues en faveur de la France au cours des guerres révolutionnaires. Entre 1802 et 1804, Stein dirige depuis Münster l'incorporation des seigneuries ecclésiastiques dans le royaume de Prusse. C'est ainsi que la Prusse récupère la partie orientale de l'évêché de Münster, l'évêché de Paderborn tout comme les abbayes d'Essen, de Werden et le couvent d'Herford. À Münster, on critique cette opération. Ces possessions sont de courte durée puisque la Prusse perd ses territoires occidentaux avec le traité de Tilsit.
En 1804, Stein est personnellement concerné par les changements qui s'opèrent dans l'empire lorsque le Ministre d'État de Nassau Ernst Franz Ludwig Marschall von Bieberstein fait occuper ses possessions. Le Récès d'Empire de 1803 prévoit en effet la médiatisation de nombreux territoires, les terres de Stein n'échappent pas à la règle. En les faisant occuper, Bieberstein ne fait rien d'autre que ce que Stein avait fait à plus grande échelle avec les évêchés de Westphalie. Stein proteste énergiquement et grâce à la pression exercée par l'empereur François Ier, l'occupation cesse. Cet épisode mène à une longue lutte entre Stein, Nassau et Bieberstein. Finalement, les possessions de Stein sont également médiatisées et Stein perd ses droits seigneuriaux en gardant toutefois la propriété sur ses biens et ses terres. Pendant cette période où Stein est fonctionnaire en Westphalie, il se révèle être un fonctionnaire au-dessus de la moyenne, avec des qualités de travail impressionnantes, notamment en ce qui concerne les questions économiques. Commence alors pour lui sa carrière dans la Berliner Zentrale.

## Ministre à Berlin et chute

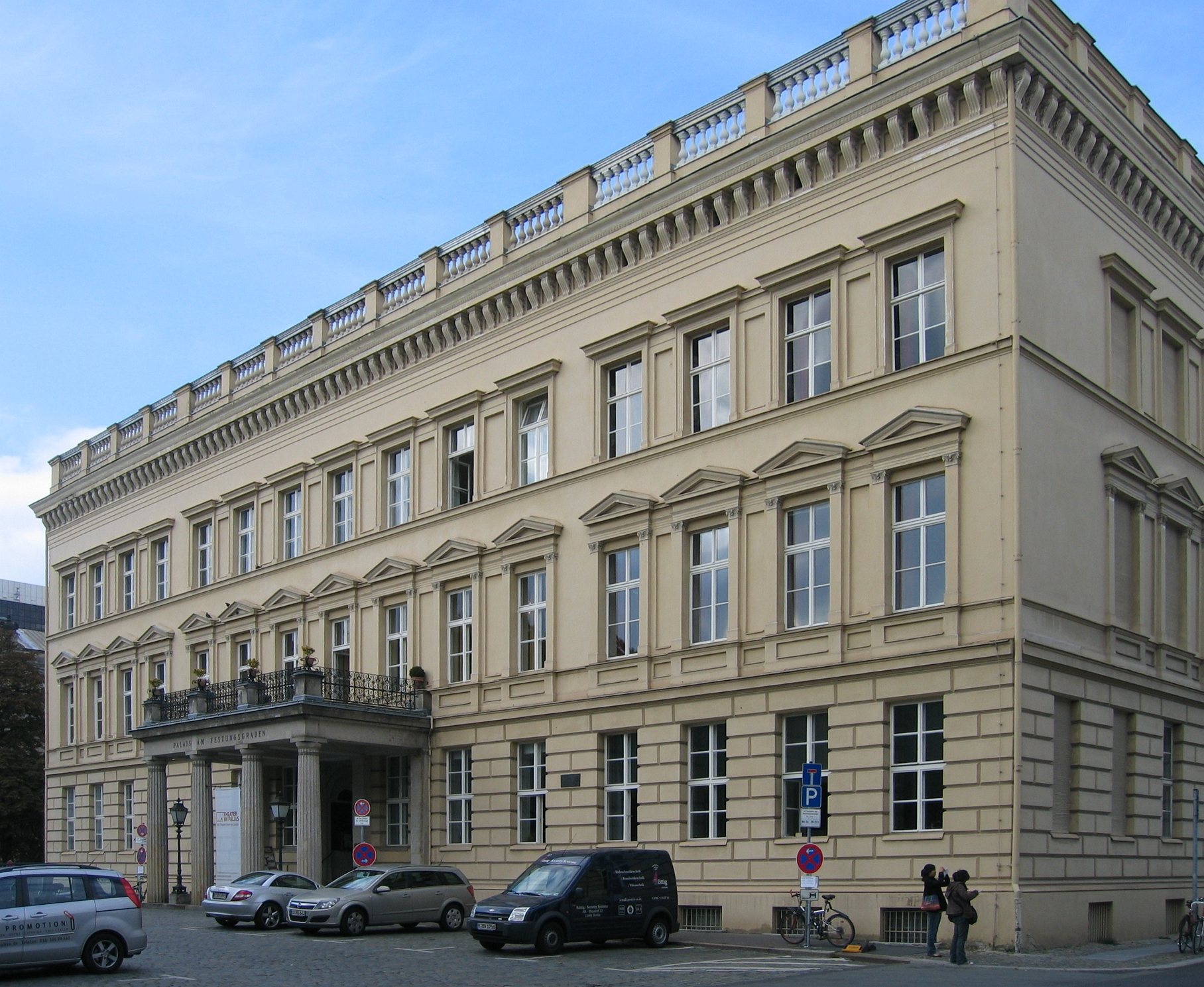
C'est dans le Donnersche Palais (aujourd'hui Palais am Festungsgraben) que Stein résidait en tant que ministre des Finances.

En 1804, Stein est appelé à Berlin pour devenir ministre des Finances et de l'Économie. Il est alors responsable de l'octroi, des douanes, du commerce et de l'industrie. C'est au conseiller Carl Friedrich von Beyme que Stein doit sa nomination. Il voit en effet en Stein le partisan d'une politique générale de réforme. Dès son entrée en fonction, Stein fait remarquer qu'à travers son travail en Prusse, il compte bien toucher toute l'Allemagne : « Si l'on est convaincu que l'ennoblissement et la culture de l'Allemagne sont enchaînés et inséparables du bonheur de la monarchie prussienne, alors on ne peut certainement pas osciller un instant entre devoir et personnalité, mais on est à tout moment prêt au sacrifice de cette dernière ».
En tant que responsable du budget, Stein essaie d'accroître les revenus de l'État en vue de la guerre qui se profile. Depuis le Traité de Bâle de 1795, la Prusse est neutre mais elle a été à deux doigts d'entrer dans la Troisième Coalition. Stein s'efforce d'égaliser les différents impôts et taxes sur le plan régional. Un prix unitaire du sel, alors monopole d'État, est par exemple introduit. Ce prix qui a été augmenté dans l'ensemble permet par ailleurs une entrée d'argent considérable dans les caisses de l'État. Dans une moindre mesure, les taxes intérieures entre les territoires du royaume sont abolies. Stein fonde le bureau des statistiques et quelque temps plus tard, il devient responsable de deux autres domaines : la Königliche Hauptbank (Banque royale) et le commerce maritime.
À partir de 1805, Stein fait partie des partisans de la guerre réunis autour de la reine Louise pour contrer l'action de Napoléon Ier. Avec Louis Ferdinand de Prusse, ils essaient d'en convaincre le roi Frédéric-Guillaume III. Le 10 mai 1805, Stein remet un mémoire dans ce sens. Le ton qu'il y emploie est agressif — il dit en effet du ministre des Affaires étrangères Christian von Haugwitz qu'il est un « homme sans vérité, un jouisseur blasé qui se complaît dans toutes sortes de plaisirs » — avec un tel ton, il contribue à ce que ses positions soient récusées encore plus fortement. Le roi voit dans le groupe formé autour de Louis Ferdinand et du baron de Stein une fronde dirigée contre sa politique. Toutefois, il cède et ordonne la mobilisation qui conduit à la guerre de 1806.
La campagne désastreuse mène à la fuite de la cour et des hommes politiques à Königsberg. Stein sauve les caisses de l'État. À la suite de la défaite d'Iéna et Auerstedt, on se rend compte en Prusse que l'administration et l'armée sont sclérosées et que des réformes profondes s'imposent. Stein préconise de poursuivre la guerre contre Napoléon avec toutes les forces disponibles. De plus, il critique violemment la direction militaire et civile qui a plié pendant la guerre. Le gouvernement monarchique n'est pas épargné non plus. Pour lui, des réformes de la structure même de l'État doivent être menées pour avoir les bases nécessaires afin de gagner la guerre. Le système des cabinets est le point d'orgue de sa critique, il l'avait d'ailleurs été déjà avant que le conflit n'éclate. Stein plaide pour un ministère regroupant les différents ministres qui pour lui doivent travailler avec le monarque et non un gouvernement absolu comme c'est le cas pour le système des cabinets.

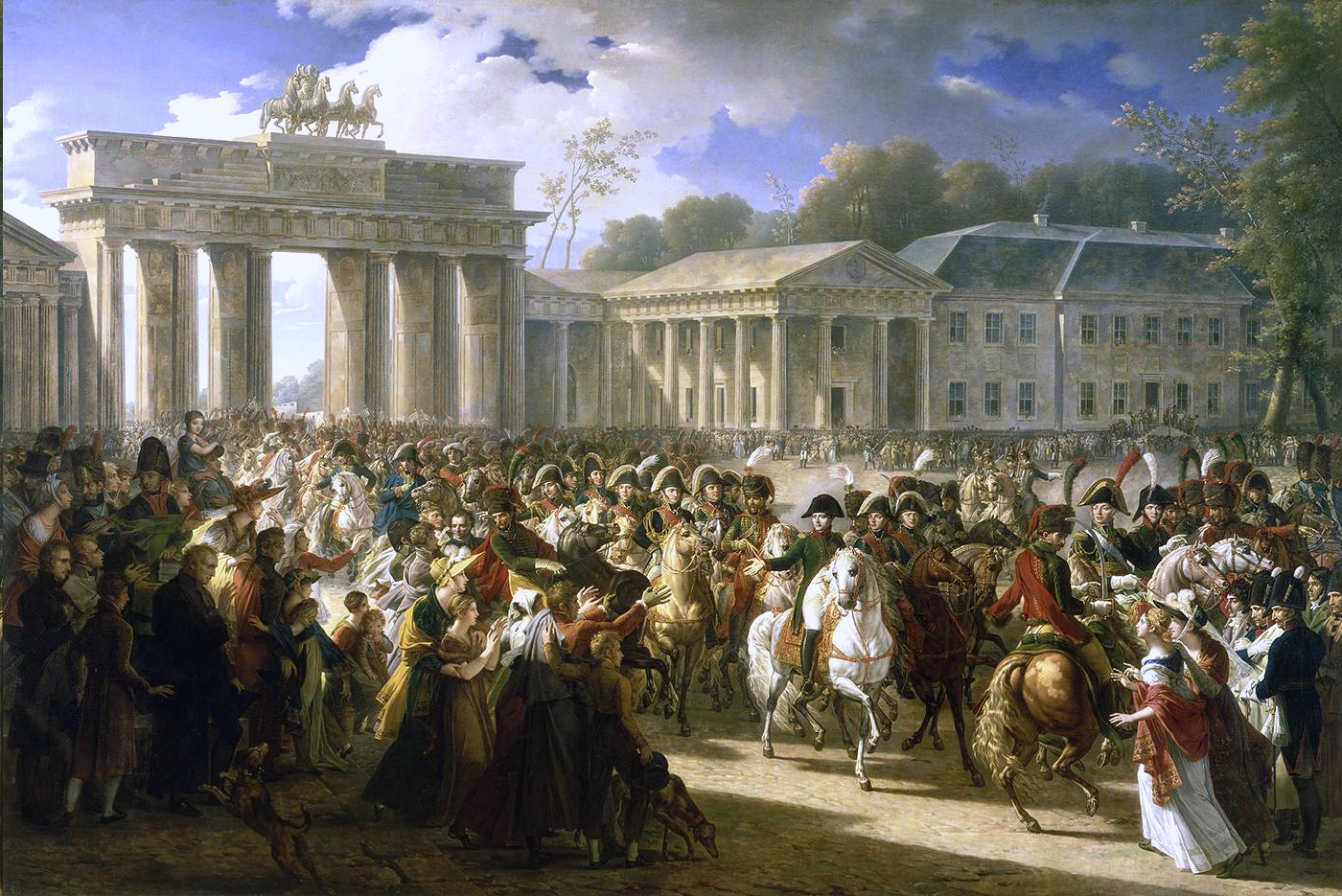
L'entrée de Napoléon à Berlin le 27 octobre 1806 signe la défaite totale de la Prusse.

Lorsque l'on propose à Stein d'accepter le ministère des Affaires étrangères, il le rejette brusquement. Ce refus et ses critiques virulentes de la politique conduisent à son renvoi le 3 janvier 1807. Frédéric-Guillaume III lui dit alors : « <considérant> que malheureusement, dès le début je ne me suis pas mépris sur votre compte, mais qu'il faut bien plutôt voir en vous un contradicteur têtu et opiniâtre, un fonctionnaire indocile et bravache qui, loin de consacrer son génie et ses talents au profit de l'État, n'agit que par caprices, passion, haine personnelle et rancœur (...) Puisque vous vous targuez de franchise, je vous ai dit votre fait en bon allemand, et j'ajoute encore ceci : qu'à moins que vous ne corrigiez votre comportement irrespectueux et indécent, l'État n'a que faire de vos futures offres de service ».
Friedrich August von der Marwitz, qui devait plus tard s'avérer l'un des adversaires les plus acharnés des réformes libérales, assiste aux événements de Königsberg. Il note le lendemain dans son journal : « Le dernier appui de l'État en matière civile, le ministre Stein, vient de donner sa démission. Je m'en vais le cœur lourd, moi qui ne vois ni possibilité pour l'État de s'en sortir, ni occasion en ce qui me concerne de pouvoir lui être utile ».
La défaite de 1806 plonge la Prusse dans une crise des plus graves de son histoire. Après le traité de Tilsit du 7 juillet 1807, la Prusse perd tous ses territoires à l'ouest de l'Elbe ainsi qu'une grande partie des territoires qu'elle avait gagnés lors du partage de la Pologne. L'État perd la moitié de sa population et doit payer de lourdes compensations de guerre. De plus, la Prusse n'a pas le droit d'avoir une armée de plus de 40 000 hommes et doit supporter l'occupation française en de nombreux endroits. En tout, 150 000 soldats français occupent le pays, la Prusse doit subvenir à leur besoin.

## Ministre d'État et réformes prussiennes

### Le Mémoire de Nassau

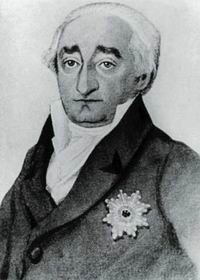
Karl Heinrich vom Stein, instigateur des réformes.

Après son renvoi, Stein se retire dans ses terres de Nassau. En 1807, il rédige le Mémoire de Nassau (Nassauer Denkschrift). Ce mémoire, tout comme celui de Riga écrit par le comte von Hardenberg, est la base des futures Réformes prussiennes. La réforme de l'administration est au centre de son mémoire. L'administration doit selon Stein se répartir en domaines de compétences et non plus en domaines géographiques. C'est ainsi que l'administration doit se diviser en deux branches : la branche des revenus publics et celle de la haute police d'État (oberste Staatspolizei). L'un des principaux buts de cette conception est de rationaliser le système de financement de l'État. La Prusse est anéantie par les conséquences du Traité de Tilsit, elle a besoin d'argent pour faire face. La rationalisation des finances va permettre d'accroître les revenus de l'État en limitant les pertes dues à la mauvaise organisation des administrations.
Stein est un antiabsolutiste et un antiétatiste. Il est méfiant envers la bureaucratie et les administrations centrales. Pour lui, les fonctionnaires ne sont que des gens payés qui exercent leur tâche avec une « indifférence », une « crainte du changement et de la nouveauté ». Il mise plutôt sur une décentralisation et une direction collégiale de l'État. Stein préconise alors l'auto-administration des provinces, des Kreise et des communes. Grâce aux différents postes qu'il a exercés auparavant, Stein se rend compte qu'il faut harmoniser le mode de gouvernement des provinces. C'est au modèle de l'ancienne constitution corporative que Stein a recours, comme il l'a rencontré en Westphalie. Le propriétaire terrien doit selon Stein être la clef de voûte du système d'auto-administration. Pour lui, les considérations fonctionnelles ne sont cependant pas les seules à jouer un rôle. Il faut en premier lieu éduquer le peuple à la politique et l'auto-administration des provinces en est un des outils. Il écrit en effet en ce qui concerne la participation des propriétaires à l'administration des provinces que « l'économie en matière de coûts d'administration est cependant le gain le moins important obtenu par la participation des propriétaires à l'administration provinciale. Ce qui est bien plus important, c'est la stimulation de l'esprit de communauté et du sens civil, l'utilisation des forces endormies et mal dirigées et des connaissances éparpillées, l'harmonie entre l'esprit de la nation, ses vues et ses besoins et ceux des administrations nationales, la réanimation des sentiments pour la patrie, l'indépendance et l'honneur national ». Dans ses projets de réformes, Stein prend en compte la réforme d'un système politique tout en ne perdant pas de vue l'unité de la Prusse ébranlée par la défaite de 1806.
Stein est nommé ministre d'État le 10 juillet 1807 avec l'appui de Hardenberg et de Napoléon qui voyait en lui un soutien à la France. Stein pose certaines conditions parmi lesquelles la fin du système des cabinets. Les ministres doivent obtenir à la place le droit de pouvoir parler directement au roi. Après que cette condition a été satisfaite, Stein prend ses fonctions et est alors directement responsable de l'administration civile et exerce un rôle de contrôle sur les autres ressorts. Dans les quatorze mois qui suivent, Stein met en place ou prépare les plus importantes réformes. La politique que Stein met en œuvre a pour arrière-plan une grande crise financière engendrée par les exigences napoléoniennes, ce qui pousse Stein à une politique de rigueur radicale. Des biens étatiques sont gagés pour pouvoir faire face aux contributions de guerre. Le succès des réformes initiées par Stein est le résultat d'une discussion qui avait été déjà engagée dans la haute bureaucratie. Le rôle de Stein dans leur mise en place est variable. Il ne s'est par exemple presque pas occupé des questions de détail. Beaucoup de lois ont été ébauchées par d'autres collaborateurs comme Heinrich Theodor von Schön mais Stein a été responsable de les présenter au roi et aux autres forces de la société comme la noblesse qui y étaient réfractaires.

### L'Édit d'octobre
La libération des paysans marque le début du processus de réformes en Prusse. La modernisation du royaume passe par la modernisation de sa base, à savoir les paysans et l'agriculture. Au début du XVIIIe siècle, 80 % de la population allemande vit à la campagne. L'Édit d'octobre (de) du 9 octobre 1807, l'une des réformes centrales, qui a mené à la libération des paysans, n'a été signé que cinq jours après la nomination de Stein sur proposition de Theodor von Schön. Avec l'Édit d'octobre, un processus d'abolition du servage ainsi que de son caractère héréditaire est amorcé. Les premiers paysans libérés sont ceux travaillant sur les domaines des Reichsritter et au 11 novembre 1810 au plus tard, tous les serfs prussiens sont déclarés libres : « À la Saint-Martin mil huit cent dix (1810) cesse toute servitude dans l'ensemble de nos États. Après la Saint-Martin 1810, il n'y aura que des gens libres comme c'est déjà le cas sur nos domaines dans toutes nos provinces [...] ». Si la servitude est abolie, les corvées ne le sont cependant pas. L'Édit d'octobre ne propose rien à ce sujet.
L'Édit d'octobre permet de libérer la main d'œuvre que représentent les paysans qui peuvent partir travailler dans les villes. La « mobilité sociale » est mise en avant. La réforme de Stein permet également de libéraliser la terre. Désormais, tous peuvent acheter des terres. Le seigneur du domaine garde la plupart de ses prérogatives comme le pouvoir de police ou le droit de chasse. Le libre choix de profession est aussi introduit par l'Oktoberedikt. Désormais, les nobles peuvent exercer des métiers qu'exerçaient alors les bourgeois : « Tout noble est autorisé, sans que cela porte préjudice à son état, à exercer un métier bourgeois ; et tout bourgeois ou paysan est autorisé à entrer dans la bourgeoisie pour le paysan et dans la paysannerie pour le bourgeois ».

### La réforme des villes et de l'État

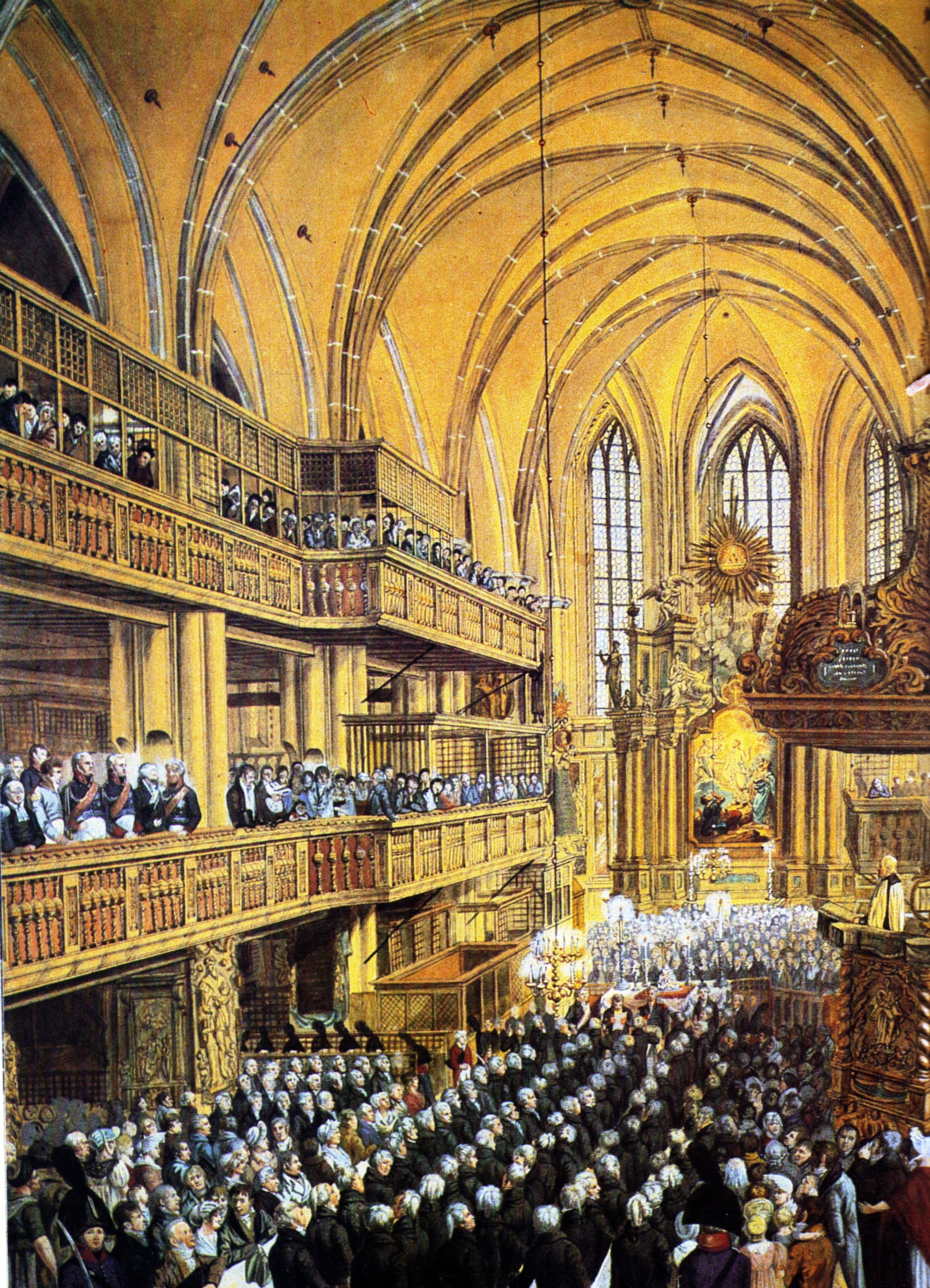
Service religieux pour les premiers conseillers municipaux en 1808 dans l'église Saint-Nicolas de Berlin, tableau de Friedrich August Calau.

Stein a contribué à la nouvelle organisation des villes du 19 novembre 1808 (preußische Städteordnung). Cette réforme est initiée par un de ses collaborateurs Johann Gottfried Frey, directeur de la police de Königsberg. Stein défend l'auto-administration des villes en réaction à la centralisation et la bureaucratisation de l'État. Cette réforme va permettre à terme de réduire les dépenses : les villes se gèrent elles-mêmes et non plus seulement par l'État. Les représentants élus sont des représentants de la communauté et non plus des états. Ils sont élus au vote censitaire. Sa réforme ne parvient cependant pas à s'imposer à la campagne et sous des aspects de représentation politique, elle conserve les distinctions de classe, le droit à la citoyenneté étant conditionné.
Après la démission forcée de Stein, Hardenberg peut, après Karl vom Stein zum Altenstein, continuer le processus de réformes initié par Stein et ses collaborateurs. Ce processus ne s'arrête qu'en 1819. En ce qui concerne l'administration de l'État, Altenstein reprend les idées de Stein et fait dissoudre le Generaldirektorium, l'administration centrale fondée par Frédéric-Guillaume Ier de Prusse. À la place, il institue le 24 novembre 1808 un grand ministère d'État regroupant cinq ministères : ministère de l'Intérieur, des Finances, des Affaires étrangères, de la Guerre et de la Justice. De nombreuses autres entités administratives secondaires sont dissoutes. Stein s'était appuyé sur la constitution française de 1791 pour le domaine de l'administration centrale. Il prévoit également un Conseil d'État (Staatsrat). Les Kriegs- und Domänenkammern sont remplacées par les Oberpräsidenten, des sortes de préfets, et les Regierungspräsidien.
Après Altenstein, c'est Hardenberg qui est nommé à la place de Stein. La pensée d'Hardenberg est plus dirigée vers l'État que celle de Stein qui pensait en matière d'états avant de penser en matière d'État. Hardenberg s'oriente vers des modèles modernes. Toutefois, il ne parviendra pas à mettre en place une représentation nationale à cause des tendances à la restauration grandissantes. Bien que Stein ait été protégé par Hardenberg, les deux hommes ne se différenciaient pas seulement par leur vision politique mais également par leurs vies respectives. Tandis que Stein a mené une vie privée sans scandale et qu'il a suivi ses objectifs sans faire de compromis, Hardenberg n'était pas étranger aux affaires extra-conjugales et aux affaires diplomatiques. Stein dit d'ailleurs d'Hardenberg que son « manque de dynamisme » est à mettre sur le compte de « manque de chance lors des nominations » et de sa « fréquentation familière de femmes indignes ».

## Résistance antifrançaise et exil en Autriche

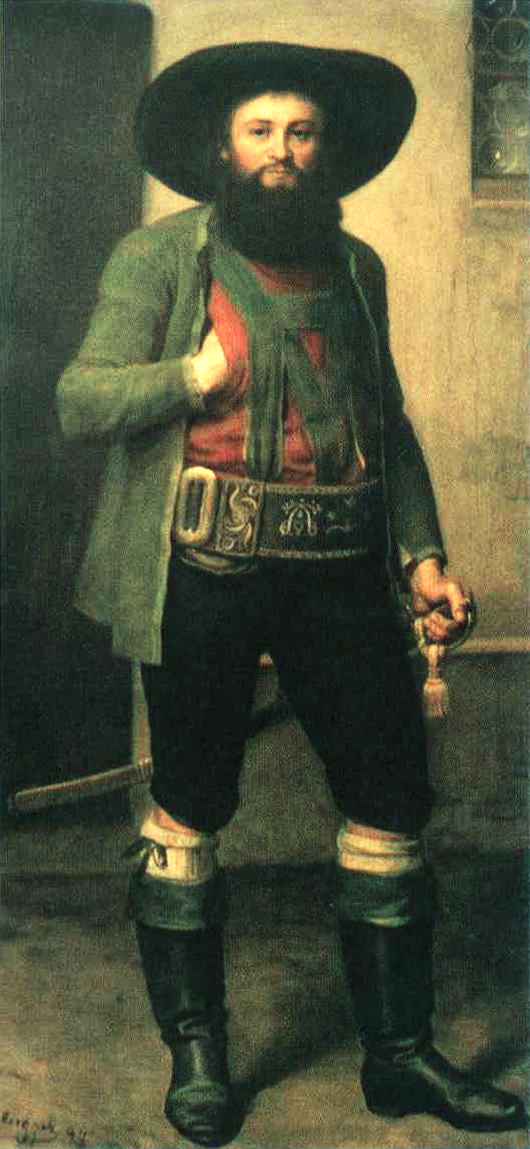
Andreas Hofer, meneur du soulèvement tyrolien.

Initialement, Stein a mis en place une politique d'exécution et de coexistence avec Napoléon mais les négociations concernant les contributions de guerre et les exigences toujours renouvelées de la France font grandir un sentiment de résistance chez le ministre prussien. Le soulèvement espagnol contre Napoléon le conforte dans cette idée. Stein a alors compté sur un soulèvement général dans le nord de l'Allemagne et sur une alliance avec l'Autriche. Comme pour le comte von Gneisenau et Gerhard von Scharnhorst, le but principal de sa politique est de se préparer à la guerre à venir. On peut constater la position de Stein contre l'occupation dans une lettre interceptée par la France et publiée dans le journal officiel Le Moniteur. Napoléon utilise alors cette lettre pour exercer une pression sur la Prusse et la contraindre à accepter les contributions de guerre. D'Espagne, Napoléon signe le célèbre édit de Madrid du 16 décembre 1808, selon lequel il déclare Stein ennemi de la France, titre officiel que nul autre ne porta ni avant ni après lui. Il ordonne également que les possessions de Stein lui soient confisquées et qu'il soit fusillé. Ne voulant risquer aucune rupture avec la France, Frédéric-Guillaume III renvoie Stein le 24 novembre 1808 en le remerciant de ses services. Il lui attribue par la suite son salaire de ministre pour une année supplémentaire. Le jour même de son renvoi officiel, Stein envoie aux membres de la maison royale et du Conseil d'État un texte capital, essentiellement rédigé par von Schön, connu plus tard sous le nom de « Testament politique ». Ce texte comporte d'une part un résumé de la politique de réforme menée jusqu'alors et d'autre part les changements nécessaires qu'il reste à opérer parmi lesquels le démembrement des terres communautaires, l'abolition des corvées, l'introduction d'une représentation nationale mais également l'éducation de la jeunesse à la religion et à l'amour de la patrie tout comme un renforcement de la noblesse.
Le renvoi de Stein est également le reflet de son échec politique en tant que Ministre d'État. Son comportement lui attire des ennemis dans de nombreux domaines, ennemis dont il sous-estime la puissance comme la noblesse et la couronne qui font preuve de beaucoup de résistance. L'autoritarisme et le mécontentement qu'il montre le desservent beaucoup auprès du souverain. Tout comme son tempérament et sa brusquerie réduisent son influence. Il n'exerce d'ailleurs plus de rôle politique de premier plan par la suite.

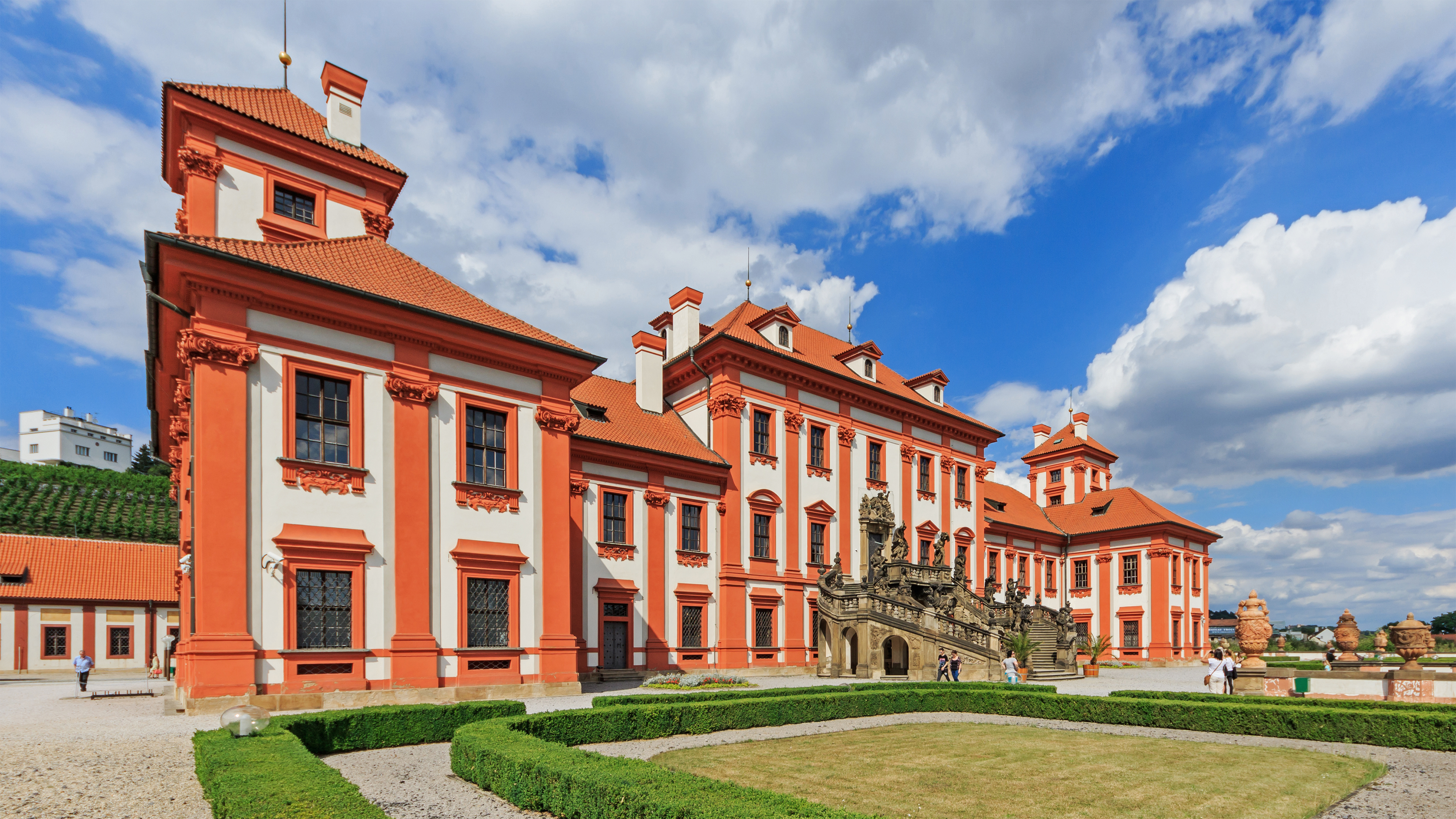
Le château de Troja.

Stein qui a entre-temps appris l'ordre de Napoléon, fuit en Bohême et séjourne à Brünn, Troppau et Prague. Stein vit alors plus de trois ans dans la monarchie autrichienne, période pendant laquelle il espère en vain un soulèvement de tous dans les États napoléoniens du royaume de Westphalie et du grand-duché de Berg. C'est avec une grande sympathie qu'il observe alors le soulèvement des Tyroliens sous la conduite d'Andreas Hofer. Il fait d'ailleurs réaliser une œuvre monumentale par le peintre Joseph Anton Koch. En exil, Stein rédige plusieurs concepts de constitution allemande où la reconstitution de l'ancien Empire germanique n'est pas laissée de côté. Stein critique alors ouvertement les princes de la confédération du Rhin pour leur obéissance aux Français. À plusieurs reprises, Stein essaie d'obtenir un pardon de Napoléon qui voit toujours en lui en 1811 le chef d'une résistance possible dans les états allemands tout en abandonnant cependant l'idée d'exiger que l'Autriche le lui livre. Le mépris de Stein envers toutes les coutumes entre les États n'a pas atteint son but puisque ce dernier devient un symbole et une personnalité de premier plan de la résistance contre Napoléon.

## Guerres de libération et Congrès de Vienne
En vue de la campagne de Russie qui commence à menacer, le tsar Alexandre Ier commence à réunir à sa cour des opposants à Napoléon. Parmi ces opposants, on trouve Stein qui est également son conseiller, sans toutefois avoir une charge officielle. Il s'implique de manière plus offensive contre Napoléon avec par exemple la coordination et la préparation d'un soulèvement populaire à travers un « comité allemand ». Stein soutient Justus von Gruner qui met en place un réseau d'espionnage à partir de Prague. Dans son Mémoire de Saint-Pétersbourg des 17 et 18 septembre 1812, Stein développe un plan pour une guerre victorieuse en Allemagne et propose ses idées pour l'organisation future de l'Allemagne. Sa pensée oscille entre une forme idéalisée s'appuyant sur l'empire médiéval et une estimation réaliste de laquelle doit naître une division fédérative de l'Allemagne entre l'Autriche et la Prusse.

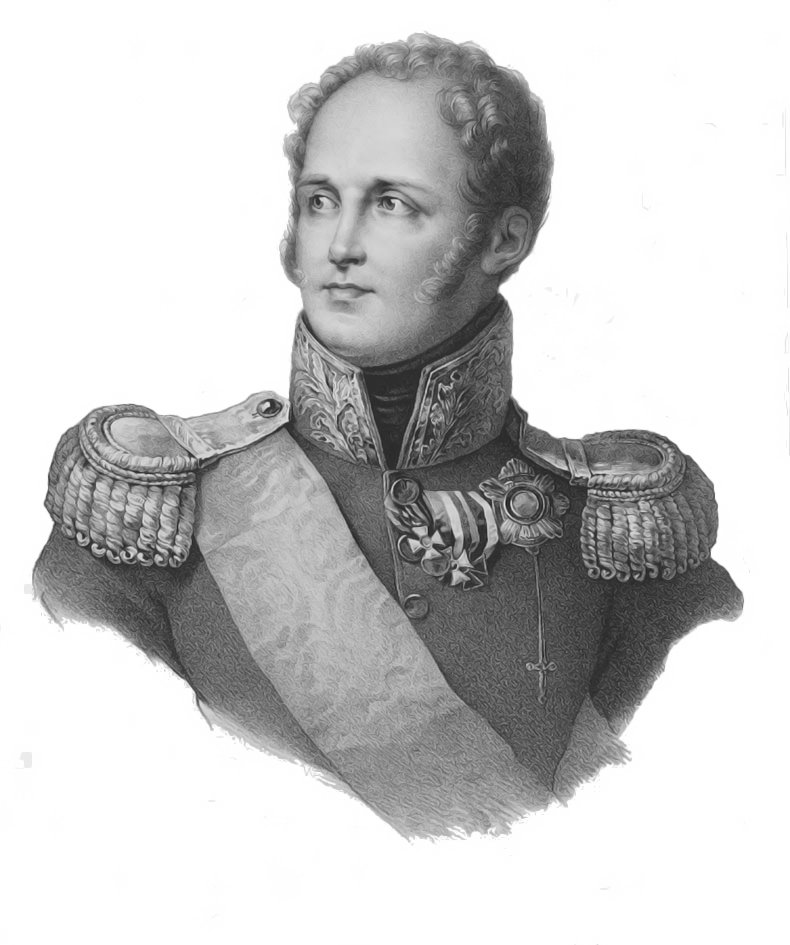
Le tsar Alexandre Ier, dont Stein est le conseiller à partir de 1812.

Après la retraite de la Grande Armée, Stein se rend à la frontière prussienne avec le quartier général de l'empereur de Russie. Par ordre du tsar, Stein fait installer des unités de la Landwehr dans les territoires de Prusse-Orientale alors que la France était encore alliée de la Prusse. Stein fait même convoquer les États provinciaux, agissant en gouvernant. Après que le général prussien Yorck von Wartenburg a signé la convention de Tauroggen assurant la neutralité de l'armée prussienne, Stein presse encore Frédéric-Guillaume III pour qu'il change de camp. En mars 1813, ce dernier signe par l'entremise de Stein une alliance avec la Russie, lançant ainsi la Sixième Coalition et les guerres de libération. C'est à cette même époque que le baron de Stein précise ses représentations en matière de constitution. Après la victoire prussienne, la confédération du Rhin doit selon lui être détruite et les droits concernant la souveraineté des autres États, comme la décision de déclarer la guerre ou de faire la paix, doivent être limités au profit d'un empereur allemand et d'un Reichstag. Stein prévoit également un pouvoir exécutif central fort car pour ne pas laisser à l'Autriche un poids trop important, la Prusse doit être renforcée.
Stein propose la création d'une administration centrale qui servirait d'administration d'occupation et de service des acquisitions pour l'argent, les armes et les soldats. Mais en faisant cela, Stein a prévu de créer une base pour la renaissance d'un empire allemand. Les gouvernements de Prusse et de Russie refusent ce concept, les charges restent de nature administrative. Stein devient le chef de cette administration, ce qui lui vaut le surnom d'« empereur d'Allemagne ». Les territoires à administrer le sont en dehors des anciens États modèles napoléoniens tels que la Westphalie, Berg, Francfort et le royaume de Saxe dont le roi Frédéric-Auguste Ier de Saxe a été emprisonné à cause de sa fidélité envers Napoléon. C'est en vain que Stein plaide pour que les États de la Confédération germanique du Sud de l'Allemagne soient occupés. Le conseil d'administration est dissous le 21 octobre 1813 et remplacé par un Département central d’administration temporaire également compétent pour les territoires sur la rive gauche du Rhin et pour les territoires français occupés par les troupes coalisées. Stein en est le directeur et reçoit ses instructions d'un conseiller diplomatique des coalisés.
Pendant le conflit après la victoire des coalisés, Stein fait plusieurs propositions quant à la nouvelle organisation de l'Allemagne et de l'Europe. Aussi bien sa critique du plan russe qui prévoit de créer en Pologne un État dépendant (le royaume du Congrès) que son exigence de repousser la frontière française à l'ouest sont refusées. Même si ses idées sont tournées vers l'Empire, Stein ne désire cependant pas retourner à l'Empire du XVIIIe siècle mais créer plutôt une fédération dominée par la Prusse et l'Autriche : « L'état de guerre dans lequel l'Allemagne se trouve avec la France, augmente la nécessité d'unir les différents États qui la compose, par un lieu fédéral, afin qu'il existe un centre d'action, auquel les établissements militaires isolés se rapportent, et duquel ils soient soutenus et dirigés ». La plupart des princes et des hommes politiques ne soutiennent pas le baron de Stein dans ses idées. Ce dernier ne joue d'ailleurs qu'un rôle de second plan en tant qu'envoyé russe au Congrès de Vienne et cela d'autant plus que ses positions sont contradictoires. En tant qu'ancienne personne immédiate, c'est-à-dire directement subordonnée à l'empereur, Stein soutient d'une part les États impériaux dans leur revendication de restauration de leurs statuts mais d'autre part il se déclare pour une compétence forte de la Confédération germanique et donc pour une limitation de la souveraineté des États. Demeurant sans succès, Stein quitte le Congrès avant la proclamation de l'Acte confédéral allemand.

## Constitution pour Nassau et vie privée

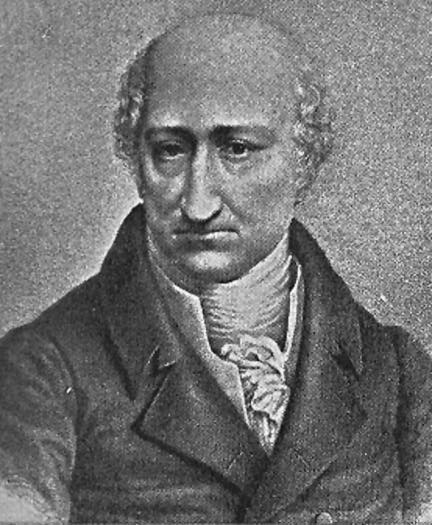
Le baron de Stein.

En 1814, Stein retrouve ses biens de Nassau que Napoléon lui avait confisqués et obtient également un dédommagement considérable. Comme autrefois, il laisse l'administration de ses biens à sa sœur Marianne. Stein essaie de recouvrer des parties de ses droits seigneuriaux mais il échoue. Néanmoins, Stein parvient à élaborer une constitution pour Nassau, faisant du duché un précurseur en la matière. Stein obtient une Virilstimme au Landtag mais perd son siège peu de temps après lorsqu'il refuse de prêter le serment de sujet en 1818. En 1816 déjà, Stein avait échangé sa seigneurie en Posnanie contre les terres et les bâtiments de l'ancien monastère de Cappenberg et il acquiert l'ancien monastère de Scheda en 1824. Cappenberg et les possessions de Stein sont élevées au rang de Standesherrschaft. Est Standesherr celui qui a perdu ses biens à la suite de la sécularisation entraînée par le Recès d'Empire et qui a bénéficié par la suite de droits particuliers. Ce titre est attaché à une personne et n'est pas héréditaire. C'est à Francfort que Stein et sa famille vivent la majeure partie du temps. Après la mort de sa femme en 1819, Stein fait de longs voyages avec ses filles en Suisse et en Italie. Stein abandonne sa résidence de Francfort en 1824-1825 puis séjourne à Nassau et à Cappenberg.
En Autriche comme en Prusse, on propose à Stein un poste d'envoyé au Bundestag, poste qu'il refuse. Cependant, grâce à une correspondance abondante, aux visites de nombreux hôtes et à ses lectures, Stein reste bien informé de la vie politique de son temps.
En tant que patriote de l'empire, Stein soutient le mouvement national. Dans une lettre à Ernst Friedrich Herbert zu Münster, il écrit : « Cela me fait de la peine, chaque fois que votre Excellence voit en moi le Prussien (...) Je n'ai qu'une patrie, son nom est : Allemagne, et de même que depuis longtemps je n'appartiens qu'à elle, et non à l'une quelconque de ses provinces, de même je ne me consacre corps et âme qu'à elle, non à une province ». Qui plus est, Stein critique les décrets de Carlsbad et la Demagogenverfolgung, l'État réactionnaire persécutant les auteurs véhiculant des idées libérales et nationales comme Georg Büchner et Ernst Moritz Arndt, et va jusqu'à saluer le ralliement des États du sud de l'Allemagne au constitutionnalisme. L'Agence publique de la Confédération germanique le soupçonne de protéger et de favoriser le mouvement d'opposition. Stein fait de nombreux dons financiers pour soutenir la guerre d'indépendance grecque et accorde sa sympathie à d'autres mouvements nationaux comme ceux de Pologne, d'Amérique du Sud ou d'Amérique centrale. Toutefois, Stein refuse le mouvement libéral et la formation de partis politiques car ils ne correspondent pas à ses principes féodaux. La révolution belge ne trouve aucune grâce à ses yeux. Il craint le pouvoir de la masse.

## LesMonumenta Germaniae Historica
La fondation de la série des Monumenta Germaniae Historica par Stein est un grand pas dans l'étude de l'histoire allemande médiévale. Si Stein témoigne d'un intérêt historique en général, sa démarche repose aussi sur des raisons politiques, à savoir l'éducation à la nation qui lui tient tant à cœur et le surpassement du particularisme dû à la multitude d'États. Depuis 1815 déjà, Stein s'efforce d'entrer en contact avec des hommes politiques et des princes pour qu'ils soutiennent ses projets d'édition. Ces derniers ont été concrétisés par des scientifiques et des hommes politiques tels que Friedrich Carl von Savigny, Barthold Georg Niebuhr ou Johann Albrecht Friedrich von Eichhorn et ont conduit à la fondation de la Société d'Histoire allemande ancienne (Gesellschaft für ältere deutsche Geschichtskunde) le 20 janvier 1819 dans l'appartement de Stein à Francfort qui devient le président de la Société chargée de l'édition de la Monumenta. Jusqu'en 1824, Stein dirige les travaux personnellement puis remet la direction à l'historien Georg Heinrich Pertz, tout en continuant à s'occuper de l'organisation du projet. Le premier volume regroupant des sources sur la période carolingienne paraît en 1826. L'une des motivations de Stein pour éditer les Monumenta est de légitimer la noblesse et sa propre pensée liée aux États à partir de l'histoire médiévale. Les débuts du financement du projet correspondent d'ailleurs à cette vision des choses, seule la noblesse allemande doit prendre en charge les coûts liés au projet. Les aides venant de la bourgeoisie et de l'étranger sont refusées. À long terme, ce mode de financement n'étant pas viable, le projet reçoit un soutien financier de l'État.

## Défenseur des intérêts de la noblesse

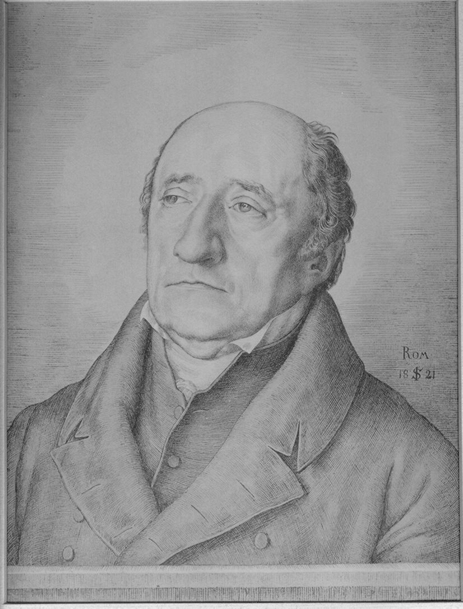
Le baron de Stein en 1821.

L'instauration des parlements provinciaux montre combien les buts politiques de Stein diffèrent de ceux des libéraux. Il prend part aux discussions et exigences de la noblesse de Westphalie. En 1818, Stein participe à une pétition. Pour lui, les paysans ne doivent pas être exclus des comités mais il exige que leurs députés viennent du monde paysan et non des classes inférieures ou de la classe intellectuelle. De plus, Stein combat pour des droits particuliers réservés à la noblesse comme le fait que l'appartenance au Landtag soit héréditaire, que les postes publics soient en priorité réservés à la noblesse ou encore qu'un tribunal privilégié soit créé. Ces concepts sont en partie appliqués dans l'organisation des États provinciaux. Pour la Province de Westphalie, le nouveau règlement provincial est promulgué le 27 mars 1824. Le Provinziallandtag est divisé en quatre états. En tant que Standesherr, Stein en fait partie de droit et avec dix autres personnes, il forme le premier état. Les autres états sont ceux des propriétaires de domaines (les Rittergüter), des villes et des communes.
Le premier parlement provincial de Westphalie (de) se réunit le 29 octobre 1826 à Münster et siège pendant environ deux mois. Stein devient Landtagsmarschall et donc président. Lors du discours d'ouverture, il salue la réinstauration de la constitution des états et la différencie de la constitution de l'époque de l'hégémonie française « qui transforme tout ». Stein préside ensuite les autres sessions du parlement. La première session voit se produire des altercations entre les représentants de la noblesse menés par Stein et les représentants des villes et des communes.
Dans beaucoup d'autres domaines comme l'enregistrement des biens nobles par le cadastre comme base d'un impôt foncier ou encore la question de savoir si les propriétés foncières peuvent être vendues librement, Stein se révèle l'adversaire des réformes libérales économiques et le défenseur de la prédominance des nobles et des états. La révision de la Städteordnung de 1808 montre combien Stein s'est éloigné de la période où il avait engagé les réformes. Les représentants des villes rejettent son projet de révision à cause du fort contrôle de l'État et de la limitation de l'auto-administration qui y sont liés. Stein continue encore et toujours cependant à défendre un constitutionnalisme fédéral comme on a pu le voir au Provinziallandtag de 1830-1831. Tandis que la bourgeoisie impressionnée par les événements révolutionnaires de 1830 exige la création d'un parlement fédéral, Stein considère la proposition comme incongrue.

## Mort
Dans les dernières années de sa vie, Stein souffre de problèmes pulmonaires et cardiaques. Il meurt le 29 juin 1831 à Cappenberg. Il repose dans le caveau familial qu'il a lui-même fait construire à Frücht près de Bad Ems. La plus âgée de ses filles, la comtesse Giech, a fait construire de 1836 à 1843 une chapelle néo-gothique sur les conseils de Sulpiz Boisserée. Conçue par l'architecte munichois Ohlmüller, la chapelle présente un bas-relief sculpté de 1837 à 1840 par Ludwig Schwanthaler.

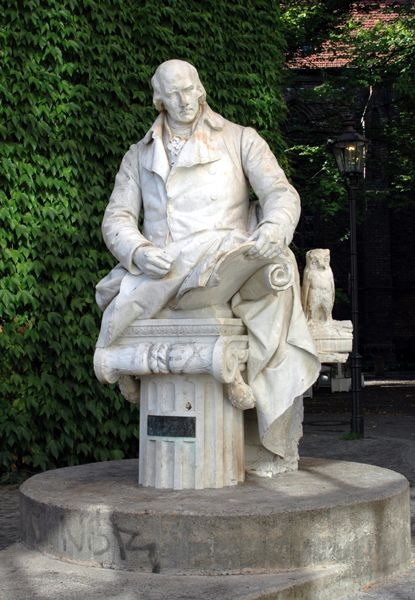
Monument à la mémoire de Stein à Spandau.

La pierre tombale dans le caveau de Frücht porte l'inscription suivante :
« Heinrich Friedrich Karl Reichsfreiherr vom und zum Stein

Né le 25 octobre 1757,

Décédé le 29 juin 1831, repose ici ;

Le dernier de son lignage qui a fleuri

Pendant plus de sept siècles près du Lahn

Soumis devant Dieu, magnanime envers les hommes,

Ennemi du mensonge et tort,

Très âgé dans le devoir et la fidélité,

Inébranlable devant la mise au ban et l'anathème,

Fils indompté de la patrie domptée,

Colibérateur de l'Allemagne dans le combat et la victoire.

J'ai envie de mourir et d'être aux côtés du Christ ».

## Postérité

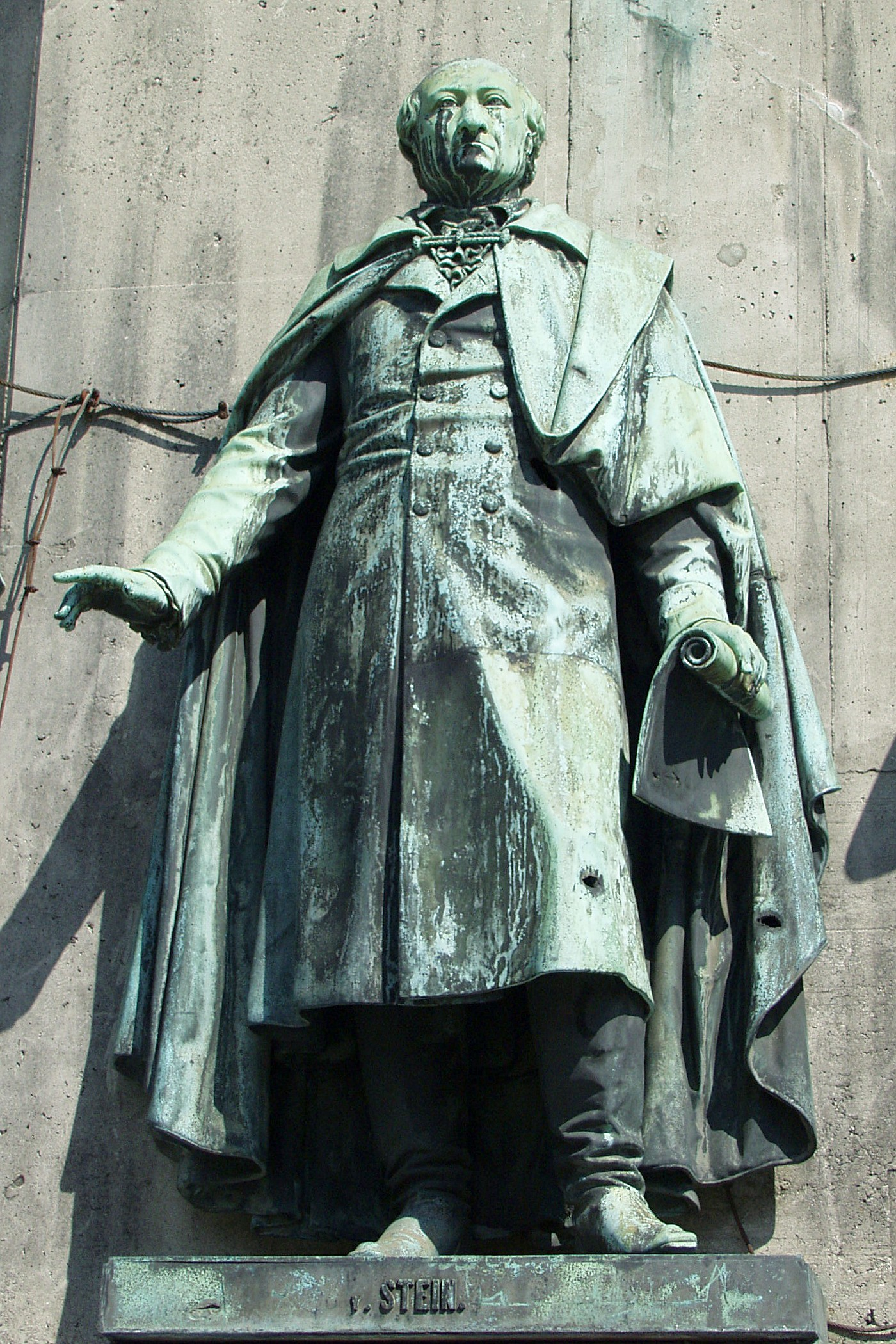
Statue de Stein à Cologne.

De son vivant, Stein est fait citoyen d'honneur de Francfort-sur-le-Main et de Brême en 1816. Après sa mort, il fait l'objet de différentes études historiques. Sa personne et son action sont également récupérées par différents courants politiques. En 1858, Ernst Moritz Arndt instaure un culte autour de Stein. Après 1849, Georg Heinrich Pertz rédige la première biographie de Stein avec qui il avait collaboré. Elle compte six volumes. Derrière une présentation riche en sources, Pertz essaie de livrer l'image d'un libéral tourné vers la nation, un libéral antirévolutionnaire contre la restauration. Dans les années 1870, les libéraux comme les conservateurs essaient de se réclamer de Stein, tout comme le font par la suite l'État et la monarchie. Parmi les personnalités présentes lors de l'inauguration d'un monument sur le château de famille de Nassau en 1872, on trouve le chancelier Otto von Bismarck et l'empereur Guillaume Ier. Trois ans plus tard, un autre monument est inauguré sur la Dönhoffplatz à Berlin. Les fonds pour son érection proviennent en majorité de dons de libéraux avec un soutien de l'État.
C'est sous l'Empire allemand que paraissent les premières biographies scientifiques sur Stein. L'historien anglais John Robert Seeley considère Stein comme un libéral et comme un opposant farouche à Napoléon. Une controverse scientifique naît en effet entre Ernst von Meier et Max Lehmann qui fait publier une importante biographie de l'homme d'État. Les historiens veulent savoir si Stein a été influencé par les idées de la Révolution française, Lehnmann soulignant que Stein avait imité la France. En France, Albert Sorel dans son ouvrage L'Europe et la Révolution française, le désigne comme « le plus grand homme d'État de sa patrie et l'un des plus nobles et des plus pénétrants génies qui se soient jamais consacrés au maniement des hommes. »

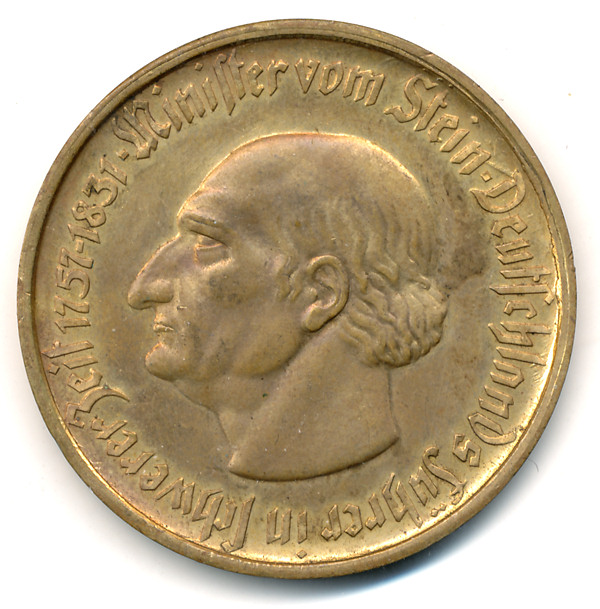
Monnaie de nécessité (notgeld) émis par l'État de Westphalie en 1923 à l'effigie de Karl vom Stein (45 mm).

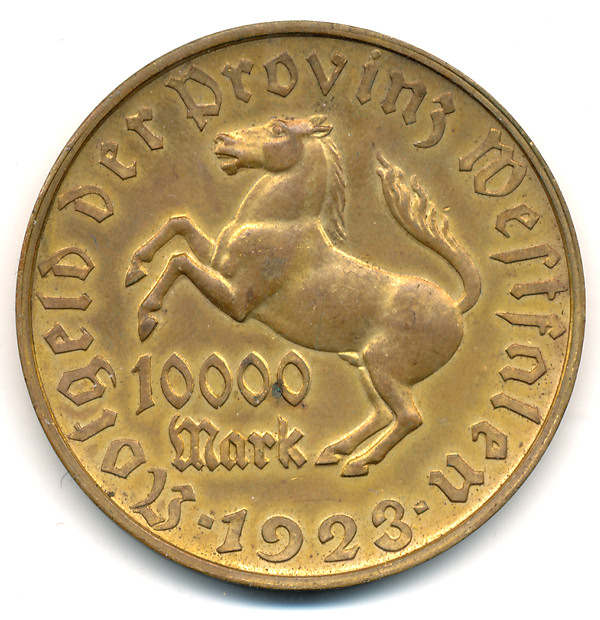
Revers de cette monnaie.

Hugo Preuß essaie, tout comme les sociaux-démocrates, de récupérer Stein pour la République. Pour Preuß, Stein était « le plus grand homme d'État d'Allemagne pour la politique intérieure » dont le but a été « l'État régnant lui-même démocratiquement ». Le marxiste Franz Mehring a loué le patriotisme de Stein et sa capacité à imposer les choses à un roi hésitant. Lors du centenaire de sa mort en 1857, Stein est célébré comme le précurseur de la République. De nombreuses écoles sont alors baptisées du nom du baron. Toutefois, la biographie que rédige Gerhard Ritter propose une nouvelle interprétation du personnage. Ce dernier souligne le fait que les racines politiques de Stein remontent à la tradition du Saint-Empire romain germanique. Ritter fait de lui un héros national mais considère Bismarck comme plus important sur le plan de la politique intérieure. Pour Franz Schnabel, Stein est un libéral constitutionnel. Même les nationaux-socialistes comme Adolf Hitler et Alfred Rosenberg essaient de s'approprier Stein. La nouvelle réglementation des communes se réfère expressément à Stein. Erich Botzenhart, éditeur de la première édition complète de ses écrits, le considère même comme un précurseur du national-socialisme.

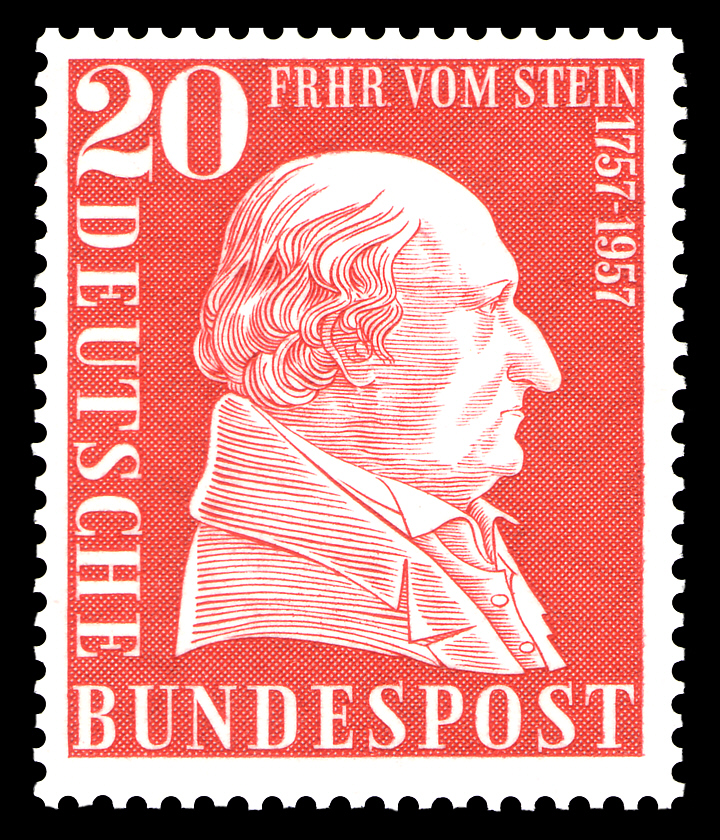
Timbre de l'Allemagne de l'Ouest célébrant le bicentenaire de la naissance de Stein.

Après la Seconde Guerre mondiale, les deux États allemands essaient de s'approprier Stein. En Rhénanie-Palatinat, une récompense, la Freiherr-vom-Stein-Plakette, est décernée tous les trois ans pour les personnes ayant longuement œuvré dans le domaine de la politique communale. En 1952, la Freiherr-vom-Stein-Gesellschaft (Société du Baron de Stein) est fondée. Son but est d'analyser les idées et les pensées de Stein et de les rendre accessibles au public. Cette société a publié plusieurs livres traitant d'aspects particuliers de la vie et de l'action de Stein. La publication de la nouvelle édition des écrits de Stein par l'historien Walther Hubatsch a un grand retentissement dans le monde scientifique. Dans les années 1950, plusieurs écoles prennent le nom du baron vom Stein comme le Gymnasium de Hessisch Lichtenau en 1956, l'école de Neckarsteinach et le gymnasium de Fulda en 1959. En 1957, Hubatsch joue un grand rôle dans l'organisation du bicentenaire de la naissance de Stein. La RDA essaie d'ailleurs de dériver la pensée révolutionnaire de Stein à partir de ses déclarations de 1813. La RFA fait quant à elle publier un timbre pour le bicentenaire. Pour sa part, Gordon A. Craig fait remarquer que le Baron de Stein a longtemps été jugé positivement à l'Ouest comme à l'Est. Une ancienne édition du Handbuch der deutschen Geschichte le qualifie de « meilleur hommes d'État que l'Allemagne ait jamais eu ». Le pendant du Handbuch der deutschen Geschichte en RFA fait de Stein « le plus important homme d'État allemand de la première moitié du XIXe siècle ».
C'est à la fin des années 1960 que l'action de Stein est analysée de manière plus critique par une partie de la recherche en RFA. Hans-Ulrich Wehler dit de Stein dans le premier tome de son Histoire de la société : « L'importance de Stein a été jusqu'alors immensément surestimée. La grande majorité d'une ancienne génération d'historiens pouvait s'identifier à ce fonctionnaire conservateur dans ses réformes, un temps teinté de libéralisme mais surtout pensant en membre romantisant des états impériaux, jusqu'à atteindre un vrai culte de Stein ». D'après Wehler, la recherche a oublié de prendre en compte ses pensées réactionnaires et le fait que Stein a mené un rôle politique de premier plan mais pendant une période très courte. L'historienne Barbara Vogel (de) va dans le même sens en disant que Stein a constamment été considéré par l'historiographie allemande avec un respect disproportionné par rapport à ses réalisations en tant que réformateur.
Depuis peu, cette vive critique est relativisée par des historiens comme Paul Nolte (de) ou Heinz Duchhardt. Duchhardt se refuse à catégoriser Stein et essaie au contraire de le représenter dans sa complexité. Thomas Nipperdey fait de même. Pour lui, Stein est un réformateur conservateur dans la mesure où il se rattache aux traditions, aux États et aux structures corporatives et où il refuse un libéralisme économique effréné. Mais Stein est également moderne puisqu'il veut impliquer les citoyens dans les affaires publiques. Selon Nipperdey, Stein a été un moraliste qui a essayé de réaliser ses idées concernant l'indépendance, l'éducation et la nation,.

## Descendance
Le baron épouse en 1793 Wilhelmine Magdalene Friederike von Wallmoden-Gimborn (1772-1819). Elle est la fille du maréchal hanovrien Johann Ludwig von Wallmoden-Gimborn et de sa première épouse Charlotte Christiane Auguste Wilhelmine (1740-1783). Le couple a deux filles :
- Henriette vom Stein (née le 2 août 1796 et morte le 11 octobre 1865) mariée le 4 octobre 1825 avec Friedrich Karl Hermann comte von Giech (de) (1791-1846) - Ce mariage n'a pas d'enfants et l'héritage "Stein" est donc allé à la fille cadette.
- Therese vom Stein (née le 3 mai 1803 et morte le 1er janvier 1863) mariée le 27 août 1827 avec son cousin Ludwig comte von Kielmansegg auf Gültzow (de) (1798-1873), fils de sa tante Friederike Eleonore Juliane von Wallmoden-Gimborn. - Le fils unique Ludwig von Kielmannsegg (1830-1895) n'ayant pas pu entrer en ligne de compte comme héritier pour cause de maladie, la propriété revient d'abord à la fille aînée.
  - Louise von Kielmannsegg (1833-1901) mariée en 1863 avec son cousin Thedel comte von Kielmannsegg (de) (1836-1867), le fils d'Eduard von Kielmansegg (de) - Louise étant décédée sans enfant, la propriété Stein passe à sa sœur cadette en 1901.
  - Mathilde von Kielmansegg (1838-1914) mariée en 1858 avec Albrecht comte von der Groeben (1818-1864) - L'héritage est allé à son fils.
    - Unico comte von der Groeben (1861-1924) - Après son décès, la propriété revient à la sœur de ce dernier.
    - Therese von der Groeben (1859-1938) mariée en 1886 avec le comte Alexander von Kanitz (1848-1940) - Elle renonce à l'héritage en faveur de son fils unique.
      - Albrecht comte von Kanitz (1891-1975) mariée avec Ilse von Borcke (de) (1899-1991) - En 1969, le fils reprend les biens de Stein.
        - Carl Albrecht comte de Kanitz (1940-2002) marié en 1969 avec Dorothea von Frankenberg und Ludwigsdorf (de) (née en 1946) En 2002, le fils Sebastian reprend les domaines de Stein.
          - Sebastian comte von Kanitz (né en 1971)[102]

Sebastian a encore trois frères et sœurs : Anna (née en 1970), Teresa (née en 1973) et Robin (né en 1977).

## Œuvres
- (de) Briefe und Schriften, édités par G. H. Pertz, 6 volumes, 1849-1854
- (de) Denkwürdigkeiten und Briefe, édités par Ludwig Lorenz, Berlin, 1919
- (de) Briefwechsel, Denkschriften und Aufzeichnungen, édités par Erich Botzenhart, 7 volumes, 1931-1937
- (de) Ausgabe der Staatsschriften: Die Reorganisation des Preußischen Staates unter Stein und Hardenberg, édités par Georg Winter, 1931-1938
- (de) Autobiographie, éditée par Kurt von Raumer, 1954
- (de) Briefe und amtliche Schriften, édités par Walther Hubatsch, 10 volumes, Stuttgart, 1957-1974

### Biographies
- (de) Ernst Moritz Arndt: Meine Wanderungen und Wandlungen mit dem Reichsfreiherrn Heinrich Karl Friedrich vom Stein. Herausgegeben mit Einleitungen und Anmerkungen von Wilhelm Steffens. Münster 1957.
- (fr) Charles Barthélemy, Baron de Stein. R. P. Gratry. Fouché. Fouché. Abd-el-Kader. Gaillard. Gal de Brauer. Amiral Dumont d'Urville, Biographies du XIXe siècle, 3e série, Paris, 1888
- (de) Erich Botzenhart (de) Freiherr vom Stein, Briefwechsel, Denkschriften und Aufzeichnungen. 7 Bände. Heymann, 1931–1937.
- (de) Heinz Duchhardt (Hrsg.), Stein. Die späten Jahre des preußischen Reformers 1815-1831. Göttingen: 2007,  (ISBN 978-3-525-36376-8)
- (de) Heinz Duchhardt, Stein. Eine Biographie. Aschendorff, Münster 2007,  (ISBN 978-3-402-05365-2)
- (de) Hans Fenske (de): Freiherr vom Stein, Reformer und Moralist. WBG, Darmstadt 2012,  (ISBN 978-3-534-25162-9).
- (de) Franz Herre, Freiherr vom Stein. Sein Leben, seine Zeit. Köln, 1973  (ISBN 3-462-00938-9)
- (de) Walther Hubatsch, Der Reichsfreiherr Karl vom Stein und Immanuel Kant. In: Otto Büsch, Wolfgang Neugebauer (Hrsg.): Moderne Preußische Geschichte 1648-1947. Eine Anthologie. De Gruyter, Berlin, 1981, p. 1328-1345  (ISBN 3-11-008324-8)
- (de) Josef Lappe (de): Freiherr vom Stein als Gutsherr auf Kappenberg. Aschendorff, Münster 1920.
- (de) Jürgen Luh (de): Der kurze Traum der Freiheit. Preußen nach Napoleon. Siedler, München 2015,  (ISBN 978-3-8275-0039-7).
- (de) Georg Heinrich Pertz, Das Leben des Ministers Freiherrn vom Stein, Berlin, 1850-1855
- Gerhard Ritter: Stein. Eine politische Biographie. Band 1: Der Reformer; Band 2: Der Vorkämpfer nationaler Einheit und Freiheit. Stuttgart u. a. 1931. (3., neugestaltete Auflage in einem Band, Stuttgart 1958; 4. Auflage. Stuttgart 1981)
- (de) Alfred Hartlieb von Wallthor (de): Der Freiherr vom Stein und Rußland. Köln 1992. (Eine Veröffentlichung der Freiherr-vom-Stein-Gesellschaft e.V.)
- (fr) Constantin de Grunwald, Stein, l'ennemi de Napoléon, Grasset, Paris, 1936

### Les réformes
- (fr) Godefroy Cavaignac, La Formation de la Prusse contemporaine (1806-1813). 1. Les Origines - Le Ministère de Stein, 1806-1808, Paris, 1891
- (de) Gordon A. Craig, Das Scheitern der Reform: Stein und Marwitz. In: Das Ende Preußens. Acht Porträts. 2. Auflage. Beck, Munich 2001, p. 13-38  (ISBN 3-406-45964-1)
- (de) Walther Hubatsch, Die Stein-Hardenbergschen Reformen. Darmstadt: Wissenschaftliche Buchgesellschaft, 1989  (ISBN 3-534-05357-5)
- (fr) Maurice Poizat, Les Réformes de Stein et de Hardenberg et la féodalité en Prusse au commencement du XIXe siècle, thèse pour le doctorat, Faculté de Droit, Paris, 1901
- (de) Wilhelm Ribhegge, Preussen im Westen. Kampf um den Parlamentarismus in Rheinland und Westfalen. Münster, 2008
- (de) Hans-Ulrich Wehler, Deutsche Gesellschaftsgeschichte. Erster Band: Vom Feudalismus des alten Reiches bis zur defensiven Modernisierung der Reformära. 1700-1815. Munich, C.H. Beck, 1987  (ISBN 3-406-32261-1)
- (de) Thomas Nipperdey, Deutsche Geschichte 1800-1866. Bürgerwelt und starker Staat. Munich, 1998  (ISBN 3-406-44038-X)